# 萨尔瓦多·阿连德
萨尔瓦多·吉列尔莫·阿连德·戈森斯（西班牙語：Salvador Guillermo Allende Gossens，拉丁美洲西班牙語發音：[salβaˈðoɾ ɣiˈʝeɾmo aˈʝende ˈɣosens]；1908年6月26日—1973年9月11日）是智利政治人物、医生。作为一名坚持民主的社会主义者，他被视为拉丁美洲第一位通过选举上任的马克思主义者和社会主义者总统。阿连德于1970年就任，于1973年9月11日由美国中央情报局支持的军事政变中身亡，此後智利進入皮诺切特长达17年的军事独裁统治。他的政治思想被称为阿连德主义。
萨尔瓦多·阿连德参与智利政治活动近四十年，期间历任参议员、众议员及内阁部长等职。作为智利社会党的终身坚定成员--他曾积极参与该党创建--他先后在1952年、1958年和1964年的总统竞选中落败。1970年，他作为人民团结联盟的候选人在一场激烈的三方竞选中胜出，由于没有候选人获得绝对多数，他最终由国会投票当选总统。就任期间，阿连德推行其所谓的“智利社会主义之路”政策。然而，联合政府内部存在严重分歧：阿连德坚持民主，代表了社会党中较温和的派别，而党内激进派则主张更彻底的变革；同时，智利共产党主张采取渐进和谨慎的策略，希望与基督教民主党合作，这一策略后来对意大利共产党及其“历史性妥协”政策产生了影响。
在总统任内，阿连德致力于主要产业国有化、扩大教育投入并改善工人阶级生活水平，与掌控国会的右翼政党及司法系统屡生冲突。1973年9月11日，在美国中央情报局支持下，以奥古斯托·皮诺切特为首的智利军方发动政变推翻阿连德，尽管中央情报局最初否认这一指控。2000年，中情局承认曾参与1970年绑架雷内·施奈德将军，他曾拒绝动用军队阻止阿连德就职。2023年解密的文件显示，曾将阿连德定性为危险共产主义分子的美国总统理查德·尼克松、国家安全顾问亨利·基辛格及美国政府，在政变前数日就已获悉军方推翻民选政府的计划。当军队包围拉莫内达宫时，阿连德发表最后演说誓言绝不辞职。当日，这位总统在办公室自杀身亡，但其死亡的具体细节至今仍存争议。
阿连德去世后，奥古斯托·皮诺切特将军拒绝将政权归还给文官政府，智利随后由军政府统治，终结了四十多年不间断的民主治理——这一时期被称为“总统制共和国”。军政府上台后解散了国会，废止1925年宪法，并开始镇压所谓“异见分子”，导致至少3,095名平民被杀害或失踪。皮诺切特的军事独裁统治一直持续到1989年，在国际社会的支持下，智利通过宪法公投，才实现了和平的民主过渡。

## 早年

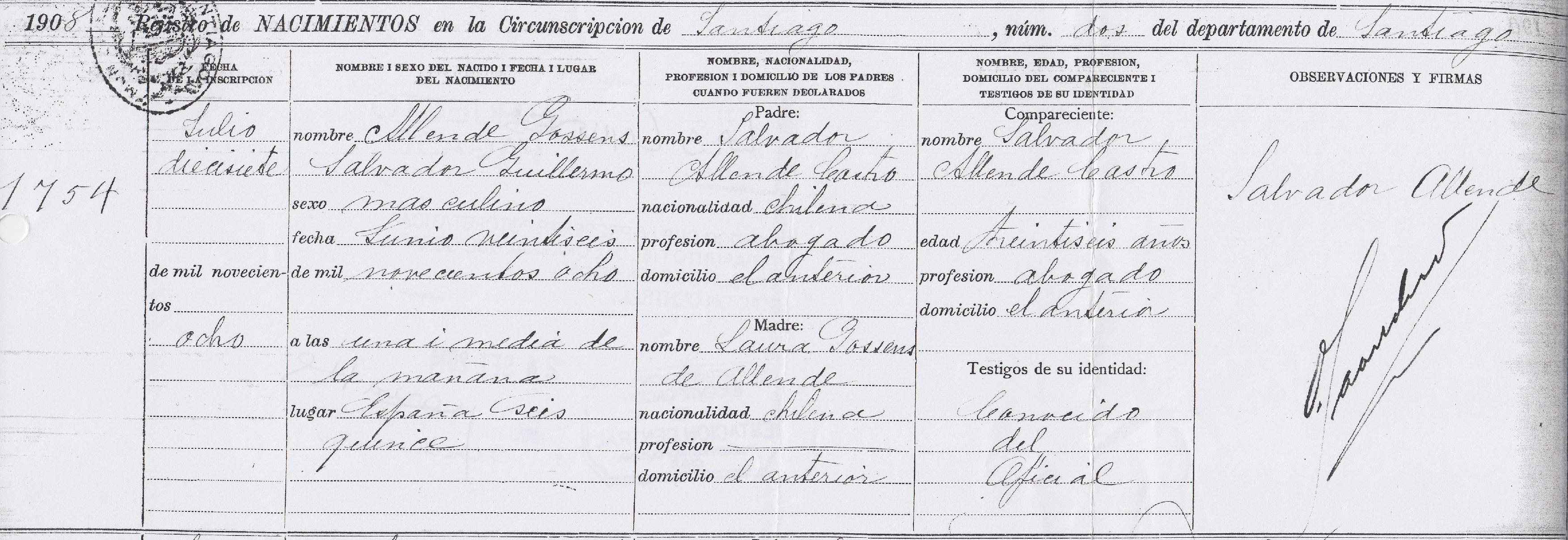
萨尔瓦多·阿连德的出生证明

1908年6月26日，阿连德生于智利圣地亚哥。在当地高中毕业后他进入智利大学医学院学习，1933年毕业，获医学博士学位。与妻子育有三女，其中伊莎贝尔·阿连德曾任智利众议院议长。
阿连德年轻时就加入了智利社会党并成为领导人。他甚至先后担任过内阁部长、众议员、参议员，直至担任智利参议院议长。1952年、1958年、1964年，他三次竞选总统失利。他曾自嘲说自己的墓碑上应该刻上“下一任智利总统长眠在此”。
阿连德热衷于马克思主义，公开批评资本主义，支持工会運動，致力于推動社会主义改革。加上同情古巴的菲德爾·卡斯楚政權，因此他極不受美国欢迎。美国在智利拥有实质的经济利益。一旦社会主义者执政，一些大公司的投资就有可能被国有化或者没收。尼克松政府对阿连德的仇视最深，尼克松本人也公开承认这一点。尼克松担心智利会成为社会主义国家，并效法古巴加入以苏联为首的社会主义阵营。在尼克松總統任内，1970年美国资助支持右翼保守派候选人豪尔赫·亚历山德里·罗德里格斯的政党。阿连德也从国外的共产主义和社会主义阵营那里获得财政支持。

## 大选
阿连德作为“人民团结”联盟候选人，在1970年智利总统大选中获胜。在投票中他获得了36.2%的微弱多数，前总统亚历山德里获得34.9%，排名第三的基督教民主党候选人拉多米尔·托米克的得票为27.8%。按照當時智利宪法规定，如果没有总统候选人获得超过半数的选票，则将由国会从得票最高的两名候选人中选出总统，通常的做法是选择得票最高的候选人。大选后，美国中央情报局联系即将卸任的智利总统埃杜阿多·弗雷，希望他能说服他所在的基督教民主党在国会投票中支持保守党候选人若热·亚历山德里。按这一计划，亚历山德里在就任总统后将会立即辞职，并举行新一届总统选举。弗雷就能够合法地再次竞选总统（智利宪法不允许同一人“连续”担任两届总统，但对非连续的当选没有限制），按照当时形势，他应该能够轻松击败阿连德。
然而，基督教民主党控制的智利国会最终还是选择了阿连德，条件是他要签署一个“宪法承诺条款”，保证尊重并遵守智利宪法，所进行的社会主义改革不能破坏宪法的任何条文。

## 执政

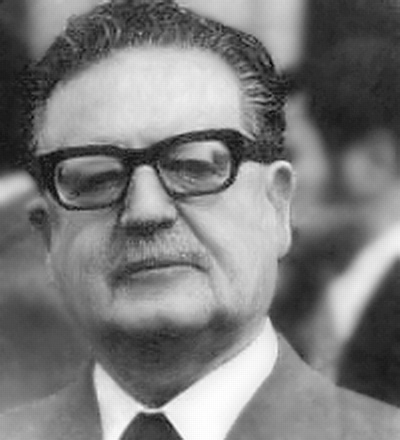
1970年的阿连德總統

阿连德就任總統后，开始推行被称为“智利社会主义之路”的规划，包括进行大型工业（铜矿、银行等）的国有化，彻底改造医疗卫生系统，改革教育系统，给儿童提供免费牛奶，深化前总统弗雷的土地改革，並推行赛博协同控制工程。
智利总统任期六年，不能連任，这可以解释阿连德为什么迫切进行经济结构调整。要想使他的事业得到继承，他不仅要组织改革，更重要的是必须获得成功。
阿连德的具体措施包括：开征“福利税”，延期偿付外债、对国际贷款人和外国政府的债务不予偿还，提高工资、同时冻结物价。这些措施招致了地主、中产阶级、保守主義人士、天主教会的強烈反对。天主教会对阿连德政教分離的教育改革方向強烈不满。
阿连德政策的中心是土地改革。这一改革在弗雷执政时就已经进行了。阿连德政府的目标是没收所有超过80公顷有基本灌溉的土地。另外，阿连德希望通过提供（在实行了国有化的企业中或者公共工程项目中的）工作机会，改善最贫穷国民的经济社会福利。
阿连德的国有化政策是与美国关系恶化的原因之一。1970年12月21日，阿连德提出了一项智利宪法修正案，授权征用包括美国拥有的铜矿和一家美国经营的大型电话公司。1971年7月11日，智利国会通过了国有化修正案，并在五天后成为法律。这个计划在拉丁美洲是独一无二的，因为阿连德提出了一个条款，其中提到了 「过度获利」，认为外资矿业公司在智利赚取的利润要比其他类似公司多得多。虽然对美国资产的征用通常是基于市场价值的一个百分比，但在这种情况下，美国公司从国有化的计划上得到的钱很少或根本没有。同时，智利还获得了对美国ITT经营智利电话公司的控制权。在阿连德政府的整个执政期间，关于国有化的争斗持续不断，两国的关系也随之恶化。
在阿连德任期的第一年，在经济部长奉行的扩张货币政策下，短期的经济状况十分喜人。国内生产总值增长8.6%，工业增长12%。同时，通货膨胀率从34.9%降至22.1%，失业率也明显回落至3.8%。然而在1972年，这一成果未能得到保持，出现了无法控制的140%的通货膨胀。而政府采取的冻结物价政策使得黑市上的大米、大豆、糖、面粉的价格飞涨，超市货架上也看不到这些基本货物了，这使得智利不得不依靠进口来满足需求，铜的价格下跌，也严重影响了国家的国际收支。这些问题导致了1971年至1973年的一系列示威和罢工。
1971年，不顾美洲国家组织条约的规定，智利与古巴恢复了外交关系。古巴總理菲德尔·卡斯特罗对智利进行了一个月的访问。卡斯特罗在智利积极参与了智利的内政，组织了大规模集会，向阿连德公開提出建议。这使得智利右翼人士认为阿连德“智利社会主义之路”就是要将智利送上与古巴一样的轨道。
1972年10月，智利爆发了第一波大规模的罢工浪潮。这次罢工由没落小康阶层发起，卡车司机、小商人、一部分职业团体和学生组织参与其中。持续24日的罢工沉重打击智利經濟。智利陆军总司令卡洛斯·普拉茨（Carlos Prats）将军出任内政部长。
除了早先讨论的提供工作机会以外，阿连德在1970年和1971年数次提高工人工资，但都被食品价格的持续上涨所蚕食。在弗雷政府时期物价就持续走高（1967年至1970年期间平均每年上涨27%），而仅在1972年8月这一个月中，一揽子基本消费品的价格就从190埃斯库多上涨到421埃斯库多，涨幅为120%。在阿连德执政的1970-1972年，出口下降24%，进口上升26%，其中据估计进口食品上升149%。智利人民生活水平并没有得到与工资上涨相匹配的改善。出口下降主要是由于铜价下跌。像半数的发展中国家一样，智利超过一半的出口都依赖于单一商品。1971-1972年，国际铜价从1970年高峰时的66美元每吨，下降至48-49美元每吨，打擊了智利经济。
执政期间，阿连德与基督教民主党主导的国会摩擦不断。雖然天主教民主党是中間偏左的政黨，但反對社会主义，与右翼的国家党结成联盟。他们指责阿连德将智利走向古巴式的社會主義独裁統治，试图推翻阿连德的一些激进改革措施。
阿连德愈加坚定的社会主义政策（部分是应同盟中激进派成员的要求）和与古巴的亲密联系，使當時美国的尼克松政府忧心忡忡。美國政府通过多边组织向智利施加经济压力，继续支持阿连德在国会中的反对派。尼克松指示中央情报局和国务院对阿连德政府“施加压力”。这些政策对阿连德政府的垮台造成了多大影响还不得而知。

## 政变
阿连德对智利軍事政变的担心持续了很久，最迟在1972年就有流言传出。1973年，由于智利的贸易伙伴对阿连德心怀不满，而铜价又在美国的做空下快速下跌，智利经济坠入低谷。到9月，恶性通货膨胀和商品短缺导致整个国家陷入一片混乱。
虽然经济指标下滑，但是阿连德所在的人民团结联盟在1973年智利议会选举中所获席位仍然些微上升至43%。然而基督教民主党与右翼的国家党结盟組成“民主同盟”反对阿连德政府，在國會佔多數，取得150席中的87席，但未過三分之二。行政机构与立法机构的之间的矛盾陷入僵局。1973年8月22日軍事政變前夕，基督教民主党控制的眾議院以81對47票通過要求阿连德停止违背宪法。阿连德与他的左派反对者在国会指责对方违背宪法，践踏民主。
1973年6月29日，罗伯托·索帕上校指挥的坦克团包围了总统府拉莫内达宫，但政变未遂。8月9日，普拉茨将军出任国防部长，但这一决定招致军队普遍不满，导致了8月22日他不仅辞去这一职务，同时也辞去了陆军总司令一职。皮诺切特取而代之。政府由于担心国家警察的忠诚度，始终不敢动用。8月，宪政危机已经浮出水面，最高法院公开抱怨政府执行土地法不力，而反對党控制的众议院指责阿连德政府违背宪法，号召军队维持宪法秩序。9月上旬，阿连德构想通过公民投票的方法解决危机。演讲提纲显示他将于12日提出方案，但是他未能在生前发表演讲。
1973年9月11日，皮诺切特将军领导军队发动了针对阿连德的军事政变。阿连德在总统府前中弹身亡。據军政府的官方版本，阿连德是以菲德尔·卡斯特罗饋贈的鍍金AK-47突擊步槍飲彈自盡。多年来，阿连德的支持者几乎一致认为他是被政变军人杀害的。後來自杀的这一版本开始被接受。另一个版本称，阿连德是在总统府外台阶上的交火中被杀的。
美国在軍事政变前插手了智利政治，介入的程度仍众说纷纭。中央情报局在軍事政变前两天得到了消息，但中情局称其“没有直接参與”政变。美国于1975年召集了一个由参议院组成的委员会，以调查美国在1960年代和1970年代秘密介入智利的情况，结论是，尽管美国政府曾多次在智利进行隐蔽行动，但几乎没有证据表明美国政府直接参与了皮诺切特的政变。2020年2月，美国《华盛顿邮报》与德国电视二台的调查发现，美国国家安全局与德国联邦情报局通过有后门程序的瑞士克里普陀加密器全面窃听许多第三世界国家以及欧洲国家，美国中央情报局很早就被告知智利总统萨尔瓦多·阿连德將被推翻。
皮诺切特掌权后，美国国务卿亨利·基辛格向尼克松总统汇报说，美国“没有发动政变”，但是“尽力创造政变的条件”，包括经济制裁。
後來解密的文件显示，美国政府和中央情报局曾试图在1970年阿连德就职之前推翻智利政府，计划代号“福贝尔特”（Project FUBELT），导致当时智利陆军总司令瑞恩·施奈德被暗杀。许多相关文件至今仍未解密，因此中央情报局是否直接参与了1973年的政变还没有公开的档案证据。
导致阿连德下台的这场軍事政变是美国冷战时期对外行动的热門话题。虽然同一时期拉丁美洲多國也发生了軍事政变，並同樣由獲美國支持的右翼軍政府掌權。與其他政變不同的是，这场政变是推翻一位民選總統，加上民選總統死于非命，並非流亡海外或被軟禁。
智利相較于其他拉丁美洲國家來說，民主發展已相對成熟（智利自1925年已連續舉行民主選舉），因此至今仍然充滿争议。政變导致智利陷入長達17年的軍事獨裁統治，使得智利的民主和人權倒退。

## 身后

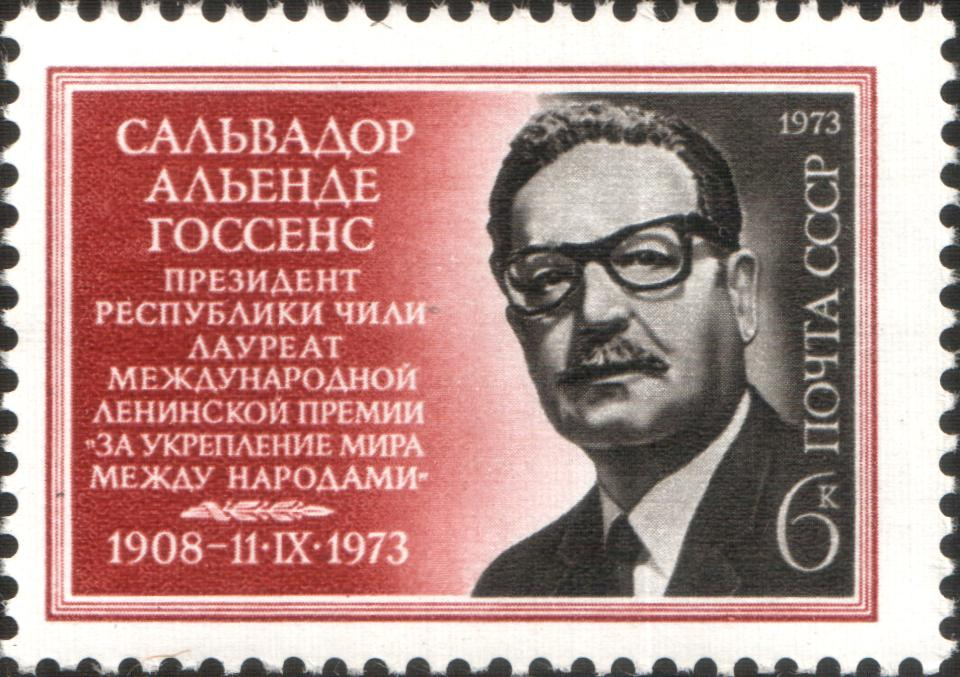
萨尔瓦多·阿连德，1973年苏联邮票

阿连德是一个有争议的政治人物。他未能完成自己的六年总统任期，因此有很多关于如果他当时能够继续执政，智利今天将是什么样的揣测。
阿连德的生平在讨论共产主义政府是否赢得过民主选举的胜利时常被提及。阿连德合法地赢得了民主选举，但是在投票中他获得的是相对多数而不是绝对多数，人们为此争论不休。他的支持者认为，因为基督教民主党候选人托米克的左倾立场与阿连德相仿，分流了左翼的选票，而他们两人获得总共64%的选票。而阿连德比基督教民主党预计的更为左倾，特別是其容許卡斯特罗訪問智利並讓他協助推動社會主義改革，因此基督教民主党与右翼势力联盟，并获得军队的支持最终导致阿连德政府下台。
在左翼政治人物的眼里，阿连德是一位英雄。有些人认为他是为社会主义献身的烈士。他的形象如同切·格瓦拉一样，成为了马克思主义的标志。有些人认为，美国政府，尤其是理查·尼克森、亨利·基辛格和中央情报局，应当对阿连德之死负责。他们把阿连德视作美帝国主义的牺牲品。
另一些人眼中的阿连德迥然相异。他们批评他的左派政府对私有工业进行大规模国有化，与一些激进组织如革命左翼运动关系亲密，以及执政后期出现的物资供应短缺和恶性通货膨胀。这些都导致了阿连德支持率的明显下滑和与基督教民主党的分道扬镳。他们还指责他试图绕过国会，实行独裁，对媒体批评怀有敌意。一种普遍的批评源于他与卡斯特罗和中东欧社会主义国家的紧密联系，因此更受美國的強烈反對。批评者认为他试图将智利转变为古巴式的独裁社會主義国家。这些评论争议颇大。后来的军政府曾称阿连德政府密谋先发制人，自行发动流血政变以建立阿连德的个人独裁。这一所谓阿连德政府的“Z计划”被证明是军政府的虚假宣传。
近来的辩论围绕阿连德1933年的医学博士论文《精神卫生学与犯罪行为》。有人认为，阿连德傾向种族主义和反犹太主义。阿连德基金会对此反驳说，阿连德只是在论文中引用了一位意大利科学家的话，而阿连德本人对那些理论是持批评态度。
现在在法国巴黎郊外的博比尼、巴西里约热内卢、莫桑比克马普托及安哥拉罗安达等城市有以阿连德命名的街道。

## 著作
- 《智利：萨尔瓦多·阿连德博士发表讲话》1972
- 《智利：不再依赖！萨尔瓦多·阿连德在联合国大会上呼吁世界良知》1973
- 《智利的社会主义道路》1973
- 《智利的民主之声》

### 引用
1. ↑  Patsouras, Louis. . iUniverse. 2005: 265. In Chile, where a large democratic socialist movement was in place for decades, a democratic socialist, Salvadore Allende, led a popular front electoral coalition, including Communists, to victory in 1970.
2. ↑  Medina, Eden. . MIT Press. 2014: 39. ...in Allende's democratic socialism.
3. ↑  Winn, Peter. . Duke University Press. 2004: 16. The Allende government that Pinochet overthrew in 1973 had been elected in 1970 on a platform of pioneering a democratic road to a democratic socialism.
4. ↑  Cohen, Youssef. . Chicago, Illinois: University of Chicago Press. 1994: 98–118  [30 August 2023]. ISBN 978-0-2261-1271-8 –Google Books.
5. 1 2  Busky, Donald F. . Greenwood Publishing Group. 2000: 195–196  [30 August 2023]. ISBN 978-0-275-96886-1 –Google Books.
6. ↑  Don Mabry, Chile: Allende's Rise and Fall. 的存檔，存档日期2006-10-30.
7. ↑  . BBC. 2003-09-08  [2021-04-09]. （原始内容存档于2017-07-09）. Chile's Salvador Allende died in a United States-backed coup on 11 September 1973 — three years earlier he had become Latin America's first democratically-elected Marxist president.
8. ↑  Pipes, Richard. . The Modern Library. 2003: 138. ISBN 0-8129-6864-6.
9. ↑  "Recently, TIME Correspondent Rudolph Rauch visited a group of truckers camped near Santiago who were enjoying a lavish communal meal of steak, vegetables, wine and empanadas (meat pies). "Where does the money for that come from?" he inquired. "From the CIA," the truckers answered laughingly. In Washington, the CIA denied the allegation." . Time. 1973-09-24  [2021-04-09]. （原始内容存档于2014-03-25）. 24 September 1973. "Allende's downfall had implications that reached far beyond the borders of Chile. His had been the first democratically elected Marxist government in Latin America..."
10. 1 2  Winn, Peter. . Grandin & Joseph, Greg & Gilbert  (编). . Durham, NC: Duke University Press: 239–275. 2010.
11. ↑  Ayala, Fernando. . Meer. 31 October 2020  [30 August 2023].
12. ↑  . Time. 24 September 1973  [5 August 2014]. （原始内容存档于25 March 2014）. "Allende's downfall had implications that reached far beyond the borders of Chile. His had been the first democratically elected Marxist government in Latin America. ... Recently, Time Correspondent Rudolph Rauch visited a group of truckers camped near Santiago who were enjoying a lavish communal meal of steak, vegetables, wine and empanadas (meat pies). 'Where does the money for that come from?' he inquired. 'From the CIA,' the truckers answered laughingly. In Washington, the CIA denied the allegation."
13. ↑  Briscoe, David. . ABC News. 20 September 2000  [30 August 2023].
14. ↑  Evans, Michael. . H-Net. 10 August 2023  [30 August 2023].
15. ↑  Wilkinson, Tracy. . Los Angeles Times. 29 August 2023  [30 August 2023].
16. ↑  Salvador Allende's Last Speech
17. ↑  . Edition.cnn.com. 11 September 2012  [12 September 2012].
18. ↑  . Bbc.co.uk. 19 July 2011  [12 September 2012].
19. ↑  . El Universal (Mexico City). 17 August 2003. （原始内容存档于14 October 2012） （西班牙语）.
20. ↑  Davison, Phil. . The Independent (London). 20 June 2009  [20 April 2010]. （原始内容存档于1 May 2022）.
21. ↑  . Lanacion.cl. 23 May 2011  [12 September 2012]. （原始内容存档于18 December 2014）.
22. ↑  Associated Press in Santiago. . The Guardian. 8 July 2016  [31 July 2021]. （原始内容存档于5 May 2021）.
23. ↑  . fundacionsalvadorallende.cl.   [2015-05-20]. （原始内容存档于2013-01-01）.
24. ↑  Hermes H. Benítez & Juan Gonzalo Rocha. .   [2014-03-18]. （原始内容存档于2016-03-05） （西班牙语）.
25. ↑  . El Mostrador.   [2021-06-30]. （原始内容存档于2014-03-18） （西班牙语）.
26. 1 2  . history.state.gov.   [2021-08-22]. （原始内容存档于2022-03-24）.
27. ↑  何國世 <智利史> P187
28. ↑  Welle (www.dw.com), Deutsche. . DW.COM.   [2021-08-22]. （原始内容存档于2022-01-10） （德语）.
29. ↑  .   [2021-12-05]. （原始内容存档于2010-01-14）.
30. ↑  .   [2021-12-05]. （原始内容存档于2022-02-28）.

## 扩展阅读
- Comite central del Partido comunista de Cuba: Comisión de orientación revolucionaria. Rencontre symbolique entre deux processus historiques [i.e., de Cuba et de Chile]. La Habana, Cuba: Éditions polituques, 1972.
- Sebastián Hurtado-Torres. 2019. "The Chilean Moment in the Global Cold War: International Reactions to Salvador Allende's Victory in the Presidential Election of 1970." Journal of Cold War studies.